# Pristiphora alpestris
Pristiphora alpestris är en stekelart som först beskrevs av Friedrich Wilhelm Konow 1903.  Pristiphora alpestris ingår i släktet Pristiphora, och familjen bladsteklar. Det är osäkert om arten förekommer i Sverige.